# Lomaspilis nigrosparsata
Lomaspilis nigrosparsata är en fjärilsart som beskrevs av Edward Alfred Cockayne 1946. Lomaspilis nigrosparsata ingår i släktet Lomaspilis och familjen mätare. Inga underarter finns listade i Catalogue of Life.